# Сельское поселение «Рудник-Абагайтуйское»
Се́льское поселе́ние «Рудник-Абагайтуйское» — муниципальное образование в Забайкальском районе Забайкальского края Российской Федерации.
Административный центр — населённый пункт Рудник Абагайтуй.

## История
Статус и границы сельского поселения установлены Законом Читинской области от 19 мая 2004 года «Об установлении границ, наименований вновь образованных муниципальных образований и наделении их статусом сельского, городского поселения в Читинской области».

## Население
| 2010 | 2011 | 2012 | 2013 | 2014 | 2015 | 2016 |
| ---- | ---- | ---- | ---- | ---- | ---- | ---- |
| 278  | ↘277 | ↘269 | ↘267 | ↘265 | ↘246 | ↘233 |
| 2017 | 2018 | 2019 | 2020 | 2021 |      |      |
| ↘213 | ↘205 | ↘198 | ↘193 | ↘130 |      |      |

## Состав сельского поселения
| № | Населённый пункт | Тип населённого пункта                   | Население |
| - | ---------------- | ---------------------------------------- | --------- |
| 1 | Рудник Абагайтуй | населённый пункт, административный центр | ↘130      |